# Leucania respersa
Leucania respersa är en fjärilsart som beskrevs av Emilio Berio 1974. Leucania respersa ingår i släktet Leucania och familjen nattflyn. Inga underarter finns listade i Catalogue of Life.